# Pseudoplatystoma
Pseudoplatystoma è un genere di pesci della famiglia Pimelodidae.

## Specie
- Pseudoplatystoma corruscans
- Pseudoplatystoma fasciatum
- Pseudoplatystoma magdaleniatum
- Pseudoplatystoma metaense
- Pseudoplatystoma orinocoense
- Pseudoplatystoma tigrinum